# Jaskinia Piarżysta
Jaskinia Piarżysta – jaskinia w Dolinie Kościeliskiej w Tatrach Zachodnich. Wejście do niej znajduje się w Wąwozie Kraków, pod ścianą Baszty, na wysokości 1264 metrów n.p.m. Długość jaskini wynosi 15 metrów, a jej deniwelacja 7,5 metrów.

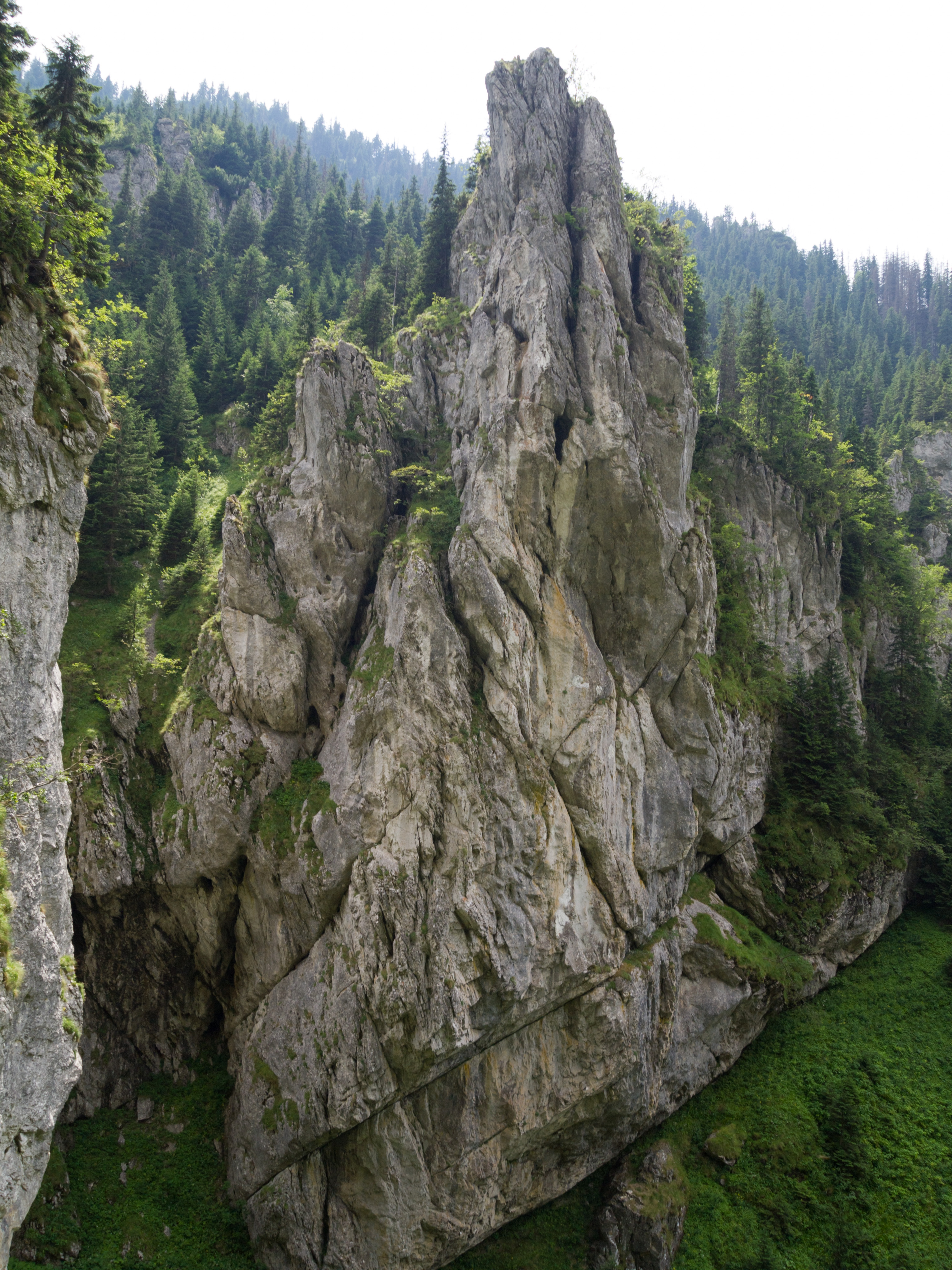
Baszta w Wąwozie Kraków

## Opis jaskini
Jaskinię stanowi stromo idący w dół, prawie prosty korytarz zaczynający się w niewielkim otworze wejściowym, a kończący zawaliskiem.

## Przyroda
W jaskini można spotkać nacieki grzybkowe. Ściany są mokre, rosną na nich mchy, porosty i glony. Dno zasłane jest drobnym gruzem wapiennym, stąd nazwa jaskini.

## Historia odkryć
Jak wynika z notatek Stefana Zwolińskiego, jaskinię odkryli w 1954 roku grotołazi z Zakopanego.